# Leonard de Limoges
Leonard de Limoges (n. ca. 500 - d. 559) este venerat de creștini, în special de credincioșii catolici, ca sfânt ocrotitor al celor închiși, al vitelor și patron al cailor. Conform legendei, a fost botezat de episcopul Remi de Reims (Saint Remi), apostolul francilor.

## Monumente

### În Franța
Mănăstirea Sfântul Leonard⁠(fr)[traduceți] din Saint-Léonard-de-Noblat, monument din secolul al XI-lea, este înscrisă în lista patrimoniului mondial UNESCO.

### În România
Sfântul Leonard este sfântul protector al bisericii din Remetea, județul Harghita. Biserica a fost construită în jurul anilor 1770, preot al comunei fiind Dániel Hanzer, originar din Bavaria și cunoscător al culturii franceze, care l-a ales pe Sfântul Leonard (Szent Lénárd) ca protector al bisericii.

## Sărbători
- în calendarul romano-catolic: 6 noiembrie
- în calendarul anglican: 6 noiembrie